# Reno Air
Reno Air war eine amerikanische Fluggesellschaft. Sie wurde im Juni 1990 gegründet und zum 30. August 1999 in American Airlines integriert.
Der Erstflug der Reno Air wurde am 1. Juli 1992 durchgeführt und führte vom Flughafen Reno-Tahoe zum Flughafen Seattle/Tacoma im Staat Washington. Neben dem Hub in Reno kaufte die Fluggesellschaft den Hub in San Jose von American Airlines und nutzte diesen als zweite große Nabe. Dabei wurden bis zu fünf MD-87, vier MD-82, elf MD-83, fünf MD-90-30 in Mehrklassenbestuhlung eingesetzt, welche die Kennzeichen mit den Endungen RA (z. B. N901RA) erhielten. Bei Bedarf wurden weitere MD-80 Maschinen von anderen Fluggesellschaften (z. B. SAS, Avianca, Meridiana) angemietet. Gleichzeitig verband die Gesellschaft ihr Meilensystem mit dem von American Airlines und erlaubte es den AAdvantage-Mitgliedern, Boni für das Fliegen mit Reno Air zu sammeln.
Das Hauptgeschäft der Gesellschaft wurde an der amerikanischen Westküste gemacht, allerdings wurde später ein weiteres Streckennetz angelegt. Hierbei flog Mid Pacific Air unter dem Namen Reno Air Express von Sommer 1994 bis Frühjahr 1995 mit sieben BAe Jetstream 31 von Gulfport, Mississippi zu den Zielen Saint Petersburg und Orlando in Florida sowie nach Atlanta. Der Einsatz endete mit dem Konkurs der Mid Pacific Air.
Im Februar 1999 wurde Reno Air von American Airlines übernommen, der Flugbetrieb wurde zum 30. August 1999 eingestellt. Die Flotte wurde zunächst von American Airlines übernommen und entsprechend umlackiert, nach den Terroranschlägen am 11. September 2001 wurden jedoch sämtliche Flugzeuge der früheren Reno Air ausgeflottet.